# Ahmad Amir-Ahmadi
Pour les articles homonymes, voir Ahmadi (homonymie).
Ahmad Amir-Ahmadi (né en 1884 à Ispahan et décédé à Téhéran le 26 novembre 1965) était un homme politique et militaire iranien. Il fut lieutenant-Général de l'Armée, Ministre et Sénateur en Iran.

## Biographie
Ahmad Amir-Ahmadi est né en 1884 à Ispahan. 
À 15 ans, il rejoint, en 1899, dans les Services de la Brigade Cosaque persane. Il est alors formé par le corps de Cadets de la Cosaques. En 1916, il est nommé Major, et en 1919, il devient colonel. Il participe ensuite activement à la répression du mouvement Jangali mené par Mirza Koutchak Khan, ce qui lui vaut d'être promu général de Brigade en 1921. Dans le cadre de la réforme de l'armée lors des années suivantes, il fait transférer le Commandement de la Division occidentale à Hamadan.
Amir-Ahmadi participa à la planification et à l'exécution du coup d'état de 1921 de Seyyed Zia al-Din Tabatabai et Reza Khan contre le gouvernement du premier Ministre Sepahdar. Des années plus tard, Amir Ahmadi se souvient des événements :
« Après il fut décidé d'envoyer une plus grande unité de Cosaques à Qazvin, le général de brigade Reza Khan vint avec son contingent de troupes à Qazvin. Il m'a dit qu'il voulait parler avec des personnes influentes de Téhéran pour savoir s'il ne pouvait pas être commandant de la brigade cosaque persane. Quelques jours plus tard, nous nous sommes rencontré à nouveau à Qazvin, où il m'a dit qu'il avait discuté de son plan avec des personnes qui n'avaient pas d'objection à son plan mais que les officiers, en raison de leur ancienneté pour prétendre au poste, pourrait poser des objections. Nous avons décidé que Reza Khan écrirait une lettre à deux anciens officiers, y compris mon père, le général Mohammad Tofiqi Sardar Azim. J'ai apporté les lettres à Téhéran et ait reçu leur accord écrit qu'ils ne poseraient pas d'objections à ce Reza Khan soit promu commandant des Cosaques. »
Le 20 février 1921, se réunirent Reza Khan, Seyyed Zia, Kazem Khan, Mas'oud Khan et Ahmad Amir-Ahmadi qui jurèrent sur le Coran qu'ils souhaitaient plus que tout protéger l'idépendance de l'Iran et qu'ils feraient en sorte d'y parvenir. Ahmad Amir-Ahmadi jura également qu'il soutiendrait toujours Reza Khan. Le même jour, Reza Khan, entra avec un millier d'hommes à Téhéran. Dans l'après-midi, une délégation du gouvernement et d'Ahmad Shah atteint le camp de Reza Khan, et exigea de ce dernier qu'il rentre à Qazvin, ce à quoi Reza répondit qu'il se rendait à Téhéran pour voir sa famille. Le 21 février 1921, la Brigade Cosaque menée Reza Khan se rendit à Téhéran, et pris le contrôle de tous les ministères, des bureaux gouvernementaux, des postes de police ainsi que de la Poste et du bureau de télégraphe. Les soldats maintenaient l'ordre dans tous les grands carrefours de la Ville. L'état d'Urgence fut déclaré et le Colonel Kazem Khan Sayyah fut nommé gouverneur militaire de la capitale.
Le résultat de ce Coup d'état était la destitution du premier Ministre Sepahdar et la mise en place d'un nouveau gouvernement (officiellement nommée par Ahmad Shah Kadjar) qui était en fait dirigé par le Premier Ministre, Seyyed Zia al-Din Tabatabai. Reza Khan fut nommé Commandant de la brigade Cosaque Persane et reçu le titre de Sardar Sepah (Commandant en chef de l'Armée).
En 1926, Ahmad Amir-Ahmadi devint commandant de la Division Nord-Ouest de Tabriz, après que sa grande brutalité contre les insurgés Lors lui avait valu d'être relevé de son commandement de la division Ouest. Ahmad Amir-Ahmadi fut le premier Général de Reza Shah à recevoir le titre Sepahbod (Lieutenant-Général), en 1929.
Après l'anglo-Invasion soviétique de l'Iran, en 1941, Amir-Ahmadi fut nommé gouverneur militaire de Téhéran. En 1942, il servit dans le cabinet du premier Ministre Ali Soheili en tant que ministre de la Défense. En 1948, on le retrouve à ce poste, sous le cabinet du premier Ministre Abdolhossein Hazhir. Ayant occupé de nombreuses responsabilités militaires, il fut ensuite nommé sénateur, et le resta jusqu'à son décès. Il mourut d'un cancer à Téhéran le 26 novembre 1965.
Sa sœur était mariée avec un membre de la famille Pesyan. Après que le Colonel Pesyan eut été arrêté et plus tard exécuté, c'est elle qui cacha un temps le corps du colonel Pesyans, et l'enterra plus dignement ensuite.

## Littérature
- Aliteza Avsati: "l'Iran in the last 3 Centuries". Téhéran, 2003. Vol 1,  (ISBN 964-93406-6-1) Vol2  (ISBN 964-93406-5-3).
- Stephanie Cronin: The army and the creation of the Pahlavi State in Iran. Tauris Academic Studies, 1997, p. 235.